# Sun-1

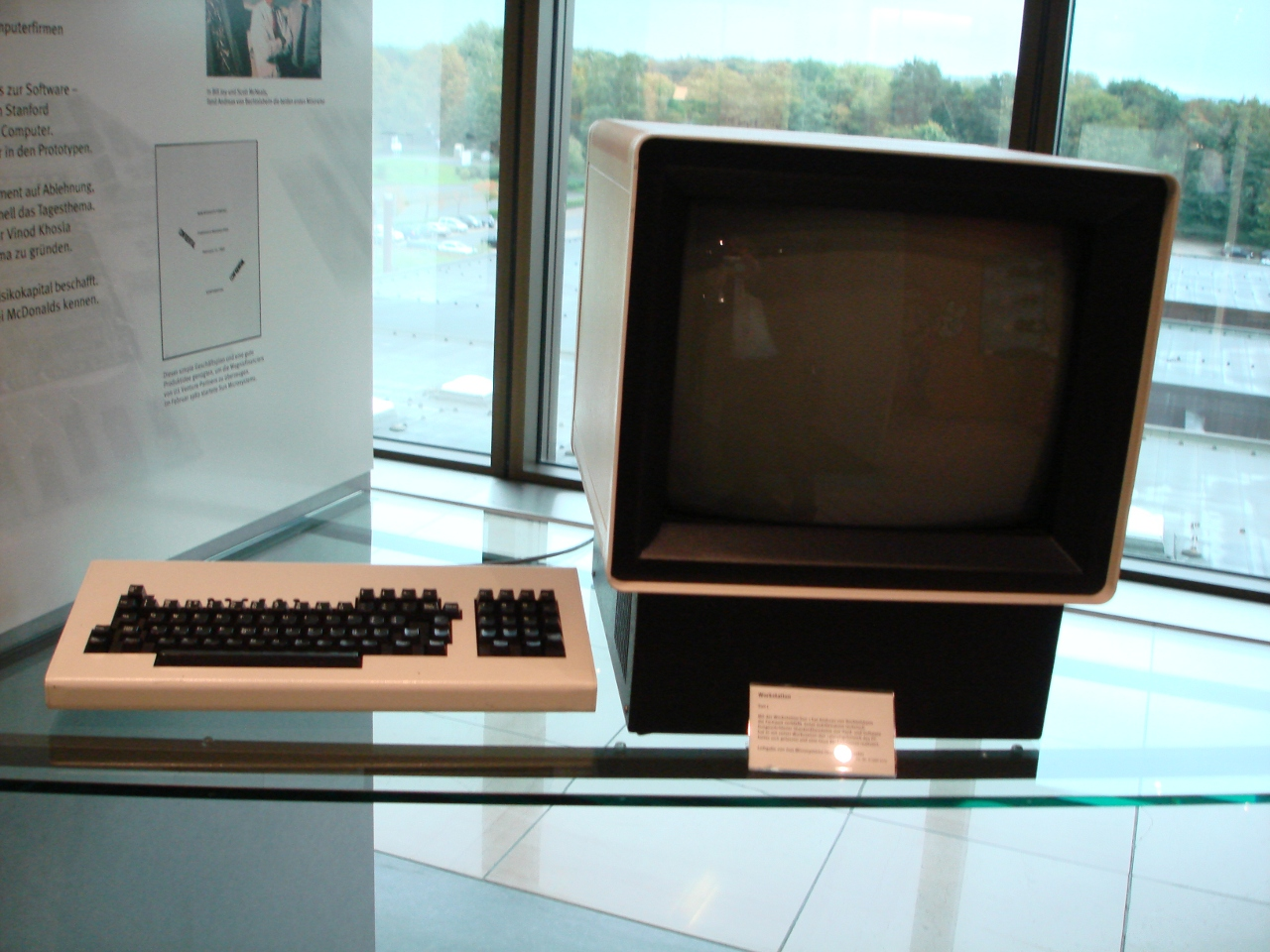
Sun 100

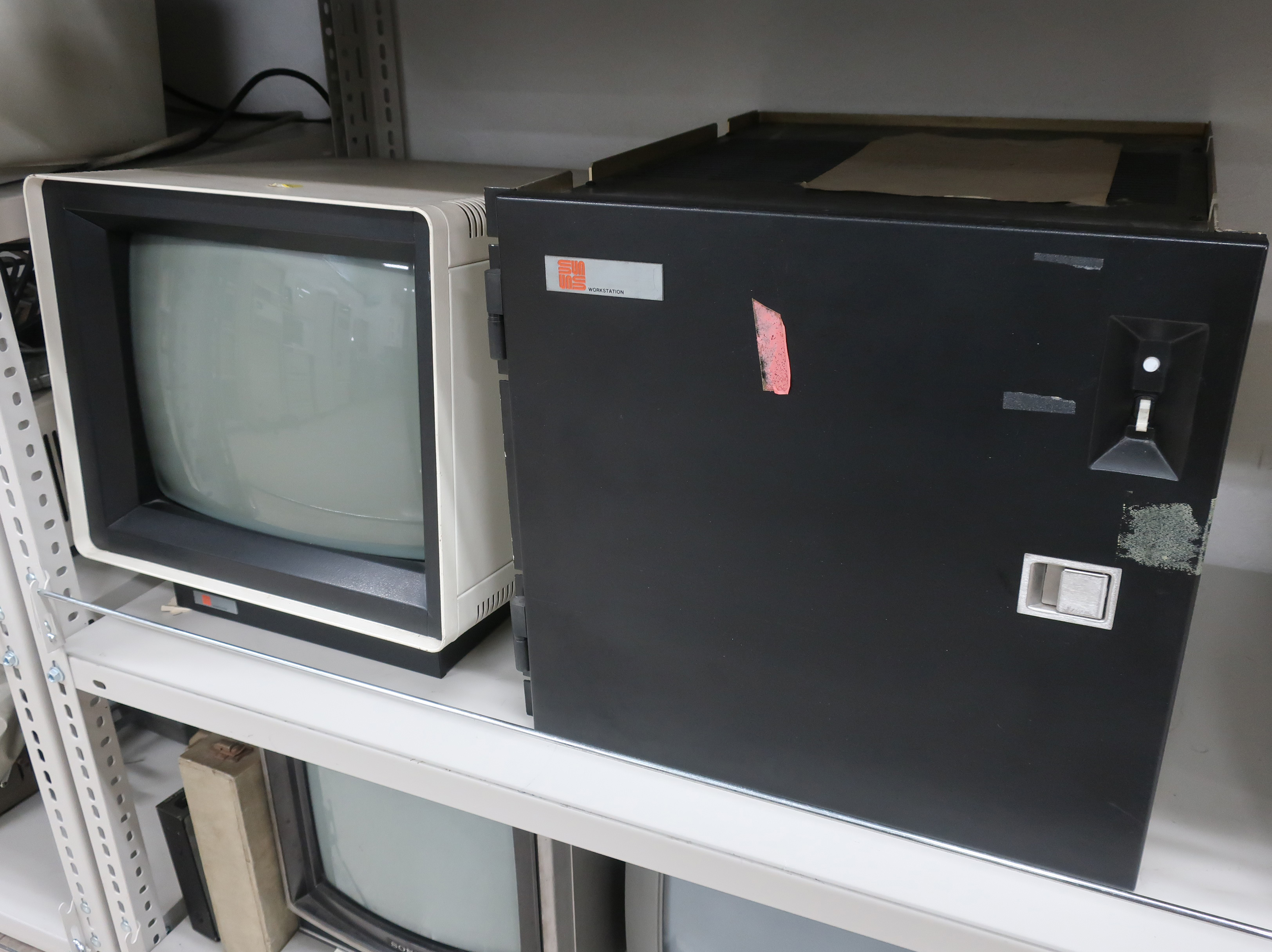
Sun 150

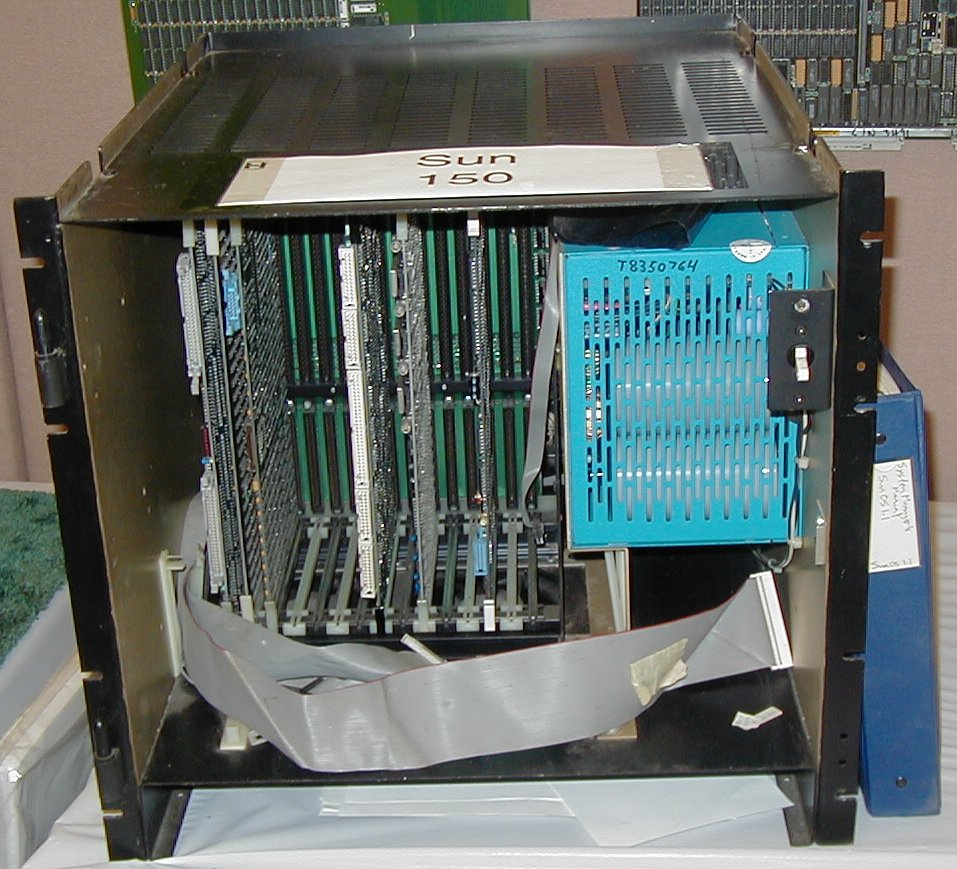
Sun 150の内部

Sun-1 という名前は、1982年5月にサン・マイクロシステムズが発売した、UNIXワークステーションとサーバの最初の世代を指す。Sun-1は、アンディ・ベクトルシャイムがスタンフォード大学の大学院生のときに、国防高等研究計画局 (DARPA) の資金で設計したCPUボードをベースにしていた。Sun-1のシステムでは、Seventh Edition Unix の移植である UniSoft の UniPlus V7 が動作した。これは、時には Sun UNIX 0.7 とも呼ばれている。販売された Sun-1 システムは 200 台以下である。

## Sun-1 の形式
| モデル  | 筐体                                    |
| ------- | --------------------------------------- |
| Sun 100 | 3 スロット マルチバス (デスクトップ)    |
| Sun 150 | 15 スロット マルチバス (デスクサイド)   |
| Sun 170 | 15 スロット マルチバス (ラックマウント) |

## Sun-1 のハードウェア
Sun-1 CPU ボードは 10 MHz のモトローラ MC68000 マイクロプロセッサを搭載しインテルのマルチバスバックプレーンアーキテクチャに基づいていた。CPU ボードには 256 KB の RAM と ROM モニタを搭載し、 RAM は 4 MB まで拡張可能であった。RAM は 2 台の Chrislin CI-8086 128 KB または 512 KB メモリ拡張ボードを搭載することで拡張することができた。CPU ボードには 2 つのシリアルポート、 1 つのパラレルキーボードポート、 1 つのマウスポートを搭載していた。キーボードは Micro Switch 103SD30-2 またはドイツ市場向けの KeyTronic P2441 を使用した。メモリマップの、ビットマップ フレームバッファ (グラフィック)ボードは、 1024x1024 ピクセルの解像度であったが、モニタに表示されるのは 1024x800 ピクセルだけであった。グラフィックボードには、ラスタ演算アクセラレータのハードウェアを搭載していた。Ball Corp. 製の HD17H 17 インチディスプレイが使用された。イーサネットボートが使用可能であったが、より新しい 10 Mbit/s のバージョンではなく、ゼロックスのパロアルト研究所による 3 Mbit/s のバージョンが実装されていた。Interphase 製の SMD 2180 ディスクコントローラにより、富士通製の 84MB M2313K またはコントロール・データ・コーポレーション （CDC)製の 16.7 MB (固定の 8.35 MB とリムーバブルの 8.35MB) 9455 Lark のハードディスクドライブを 4台まで接続することができた。全てのボードは、6 つまたは 7 つのマルチバスカードスロットに搭載された。
後の文書では、 13 インチまたは 19 インチのカラーディスプレイが使用可能となっている。カラーフレームバッファは 640x512 ピクセルの解像度を持ち、640x480 ピクセルをモニタに表示した。このボードは 1600 万色のパレットから 256 色を表示することがきた。1/2 インチ と 1/4 インチの QIC-11 テープドライブを追加することもできた。
Sun-2 マルチバス CPU ボードにアップグレードされた Sun-1 システムは、モデル番号の U のサフィックスで識別された。

## 参照
- Sun-1 システムリファレンスマニュアル, 1982, サン・マイクロシステムズ
- Hall, M. (1990). Sunburst: The Ascent of Sun Microsystems. Chicago, Contemporary Books. ISBN 0-8092-4368-7